# Aspidoscelis neotesselatus
Aspidoscelis neotesselatus (колорадський батогохвіст) — вид ящірок родини теїдових (Teiidae). Ендемік США.

## Поширення й екологія
Колорадські батогохвости мешкають на південному сході штату Колорадо. Вони живуть у долинах, арройо, каньонах та на гірських схилах, на луках і в ялівцевих лісах, на висоті до 2135 м над рівнем моря.